# Chemin de fer à voie étroite de la Vistule
 (décembre 2021).
Si vous disposez d'ouvrages ou d'articles de référence ou si vous connaissez des sites web de qualité traitant du thème abordé ici, merci de compléter l'article en donnant les références utiles à sa vérifiabilité et en les liant à la section « Notes et références ».
 (décembre 2021).
La mise en forme du texte ne suit pas les recommandations de Wikipédia : il faut le « wikifier ».
Les points d'amélioration suivants sont les cas les plus fréquents. Le détail des points à revoir est peut-être précisé sur la page de discussion.
- Les titres sont pré-formatés par le logiciel. Ils ne sont ni en capitales, ni en gras.
- Le texte ne doit pas être écrit en capitales (les noms de famille non plus), ni en gras, ni en italique, ni en « petit »…
- Le gras n'est utilisé que pour surligner le titre de l'article dans l'introduction, une seule fois.
- L'italique est rarement utilisé : mots en langue étrangère, titres d'œuvres, noms de bateaux, etc.
- Les citations ne sont pas en italique mais en corps de texte normal. Elles sont entourées par des guillemets français : « et ».
- Les listes à puces sont à éviter, des paragraphes rédigés étant largement préférés. Les tableaux sont à réserver à la présentation de données structurées (résultats, etc.).
- Les appels de note de bas de page (petits chiffres en exposant, introduits par l'outil «  Source ») sont à placer entre la fin de phrase et le point final[comme ça].
- Les liens internes (vers d'autres articles de Wikipédia) sont à choisir avec parcimonie. Créez des liens vers des articles approfondissant le sujet. Les termes génériques sans rapport avec le sujet sont à éviter, ainsi que les répétitions de liens vers un même terme.
- Les liens externes sont à placer uniquement dans une section « Liens externes », à la fin de l'article. Ces liens sont à choisir avec parcimonie suivant les règles définies. Si un lien sert de source à l'article, son insertion dans le texte est à faire par les notes de bas de page.
- La présentation des références doit suivre les conventions bibliographiques. Il est recommandé d'utiliser les modèles {{Ouvrage}}, {{Chapitre}}, {{Article}}, {{Lien web}} et/ou {{Bibliographie}}. Le mode d'édition visuel peut mettre en forme automatiquement les références.
- Insérer une infobox (cadre d'informations à droite) n'est pas obligatoire pour parachever la mise en page.

Pour une aide détaillée, merci de consulter Aide:Wikification.
Si vous pensez que ces points ont été résolus, vous pouvez retirer ce bandeau et améliorer la mise en forme d'un autre article.
 (décembre 2021).

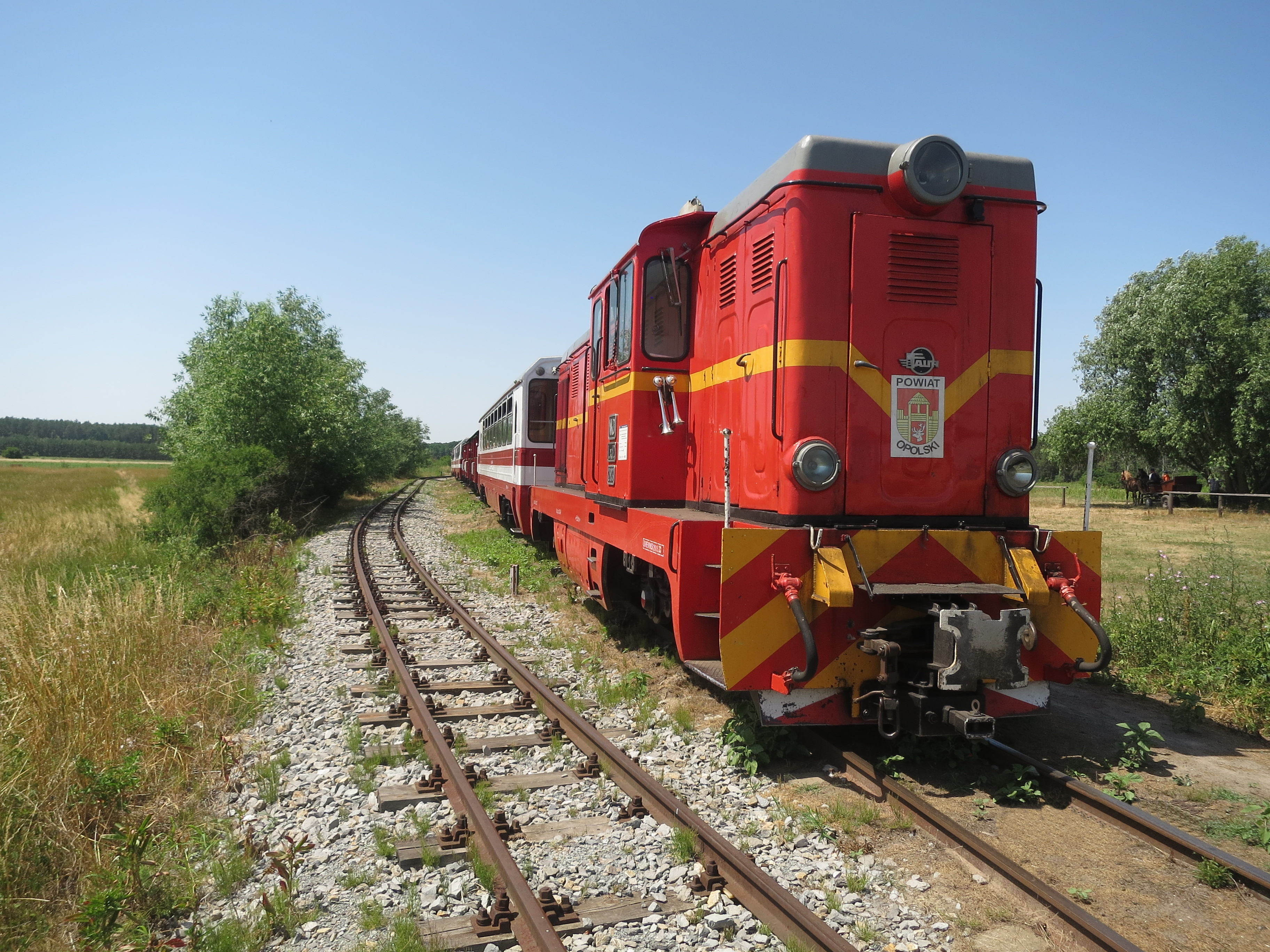
La halte sur la station Polanówka. Au premier plan - la locomotive Lxd2

Le chemin de fer à voie étroite de la Vistule (en polonais : Nadwiślańska Kolejka Wąskotorowa) (avant : le chemin de fer à voie étroite de Nałęczów, en polonais Nałęczowska Kolej Dojazdowa, NKD) est un chemin de fer à voie étroite dont l’écartement des rails est de 750 mm. Il est situé à l’ouest de la Voïvodie de Lublin, dans les districts d’Opole et de Puławy. Il est le seul chemin de fer de ce type dans la voïvodie qui fonctionne encore. La gare ferroviaire centrale avec les installations techniques se trouve au village Karczmiska Pierwsze, et la voie étroite se connecte avec la voie normale à la gare Nałęczów Wąskotorowy sur le tronçon de Dęblin à Lublin.
Le district d’Opole est propriétaire du chemin de fer et l’Administration des voies de district à Opole Lubelskie, qui siège à Poniatowa, en est gestionnaire. Chaque dimanche de mai à la fin septembre, on organise les trajets sur un itinéraire : Karczmiska – Opole Wąskotorowe – Karczmiska – Polanówka – Karczmiska et le feu de camp, on peut aussi visiter la gare historique et assister parfois à des projections des films.

## Historique

### Débuts – le chemin de fer de la sucrerie

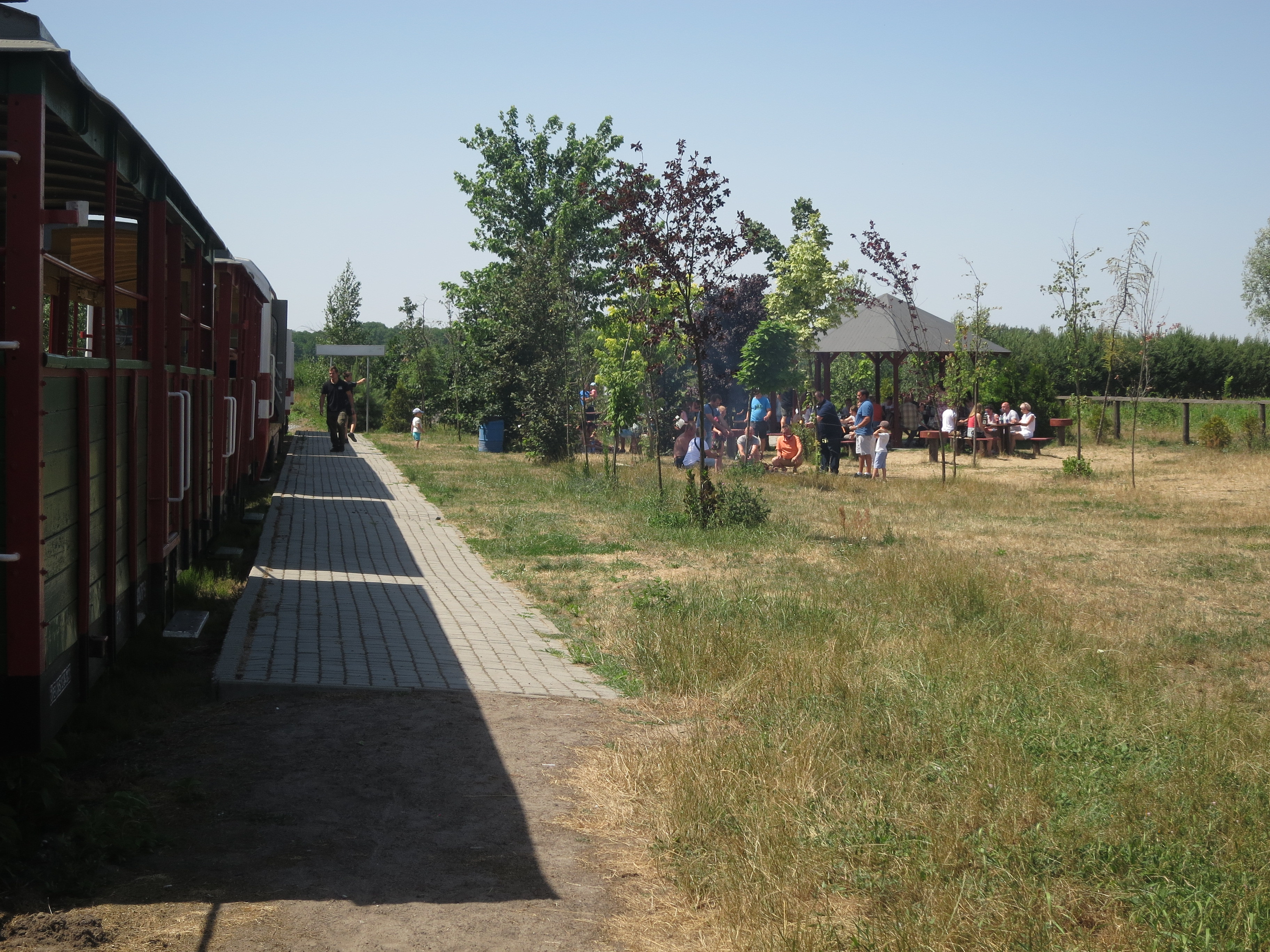
La vue sur la station Polanówka

Jan Kleniewski, industriel et propriétaire foncier, possesseur de la sucrerie Zagłoba, était initiateur de la création du chemin de fer. Les premiers chemins de fer ont été fondés en vue de desservir cette sucrerie. Entre 1892 et 1893, le chemin provisoire avec des rails en bois a fonctionné pendant une courte période, en circulant entre la métairie Polanówka et la sucrerie. Au début, les wagonnets chargés de 5-6 tonnes ont été tirés par les chevaux. En 1900, on a créé le chemin de fer entre Zagłoba (la métairie à Brzozowa) et l’embarcadère à Kępa Chotecka (750 mm). Jusqu’en 1914, la famille Kleniewski a successivement développé le chemin de fer. En 1911, ils ont construit le tronçon du chemin de Zagłoba à Wymysłów avec une branche de Szczekarków, via Wilków à la rive de la Vistule. Au début, on utilisait la traction de chevaux (le matériel roulant ferroviaire se composait de 10 wagonnets, de 2 plateformes et de quelques chevaux) et en 1912, on a acheté les premières locomotives à vapeur.
Parallèlement, l’autre chemin a été créé pour desservir la sucrerie Opole ; en 1908, on a construit la voie ferrée entre cette sucrerie et la mine de la tourbe de Łaziska, et entre 1911 et 1913, le segment menant jusqu’au port de Piotrawin a été créé.
En été 1915, les Russes, en se retirant, ont détruit les sucreries et les chemins de fer – ils ont démonté les rails et noyé les trains dans la Vistule.

### Temps de gloire – les chemins de fer publics
Après le retrait des Russes, le territoire est passé sous l’occupation autrichienne. La famille Kleniewski a reconstruit quelques tronçons du chemin de fer et le 1er octobre 1916, on a ouvert le nouveau tronçon de la voie jusqu’à la gare de la voie normale de Wąwolnica (Nałęczów d’aujourd’hui). De plus, on a introduit le trafic régulier de passagers sur la voie de Wąwolnica à Opole.
Après la Première Guerre mondiale, le chemin de fer (54 km au total) a été repris par le Ministère de chemins de fer, la partie du chemin a été privatisée plus tard. En 1928, le chemin sur la distance de 43 km appartenait à l’État. Dans les années 1920, le chemin figurait dans les documents de l’entreprise « Chemins de fer de l'État polonais » (en polonais : Polskie Koleje Państwowe, PKP) en tant que « la voie entre Nałęczów et Opole avec une branche entre Karczmiska et Rybaki ». Les trains de passagers circulaient seulement sur la voie de Wąwolnica/Nałęczów à Opole. On utilisait entre autres les automotrices à combustion interne. On a aussi introduit le transport touristique entre Piotrawin et Nałęczów. En 1938, on a introduit le nom « le chemin de fer de Nałęczów » et on a créé une branche pour pouvoir arriver aux usines électrotechniques à Poniatowa (qui faisaient partie de la Région Industrielle Centrale).
On utilisait les locomotives à vapeur, achetées dans l’usine à Kołomyja en Russie jusqu’aux années 1950. Dans les années 1920, on a apporté les wagons plus grands, de 8 et de 15 tonnes, et au cours de la décennie suivante on a apporté encore une fois la locomotive à vapeur (Px29 pesant 40 tonnes) fabriquée au niveau national. La famille Kleniewski investissait toujours dans le développement du chemin de fer en achetant entre autres les deux locomotives. Dans l’entre-deux-guerres, elle a  construit les fragments de rails à Opole Lubelskie et à Piotrawin.
À part des lignes de PKP, dans l’entre-deux-guerres, il y avait aussi les chemins de fer de la sucrerie Opole : le tronçon du chemin à Piotrawin avec ses embranchements, et la nouvelle voie à Świdno (la traction à vapeur), dans la sucrerie il y avait aussi les rails pour les wagonnets manuels. Parfois, sur les voies à la sucrerie, on réalisait le transport de passagers. En plus, il y avait la ligne de Szczekarków par Wilków jusqu’à la rive de la Vistule (le segment menant à la rive de la Vistule a été démonté plus tard) et le chemin de fer hippomobile privé de Niezabitów à Łubki, qui a été démonté probablement peu après la Seconde Guerre mondiale.
Pendant la Seconde Guerre mondiale la ligne de Zagłoba à Kępa Chotecka a été construite de nouveau (en 1942) et le chemin de fer industriel a été créé à Bełżyce (on envisageait de le connecter avec le NKD). Lors de l’occupation, les Allemands ont créé un camp de prisonniers soviétiques et de Juifs en utilisant le chemin de fer pour le transport des prisonniers. En 1944, les nazis ont exporté la partie du matériel roulant ferroviaire et ils ont noyé l’autre partie dans la Vistule. Le reste a été caché dans les forêts grâce aux habitants de la région. Les automotrices appartenant au chemin de fer ont été retrouvées à Wrocław après la guerre.
Après la guerre, PKP a repris le dernier tronçon du chemin de fer appartenant à la famille Kleniewski (la voie jusqu’à Piotrawin). On envisageait de créer la voie sur le pont de la Vistule avec Starachowice (on n’a construit que le court segment entre Starachowice et Iłża). Après la guerre, PKP a aussi introduit les trains à Poniatowa et à Wilków (dans les années 1950). Cependant, dans les années 1960, on a supprimé la ligne du transport de passagers à Wilków et depuis ce moment-là, ce segment de chemin de fer servait seulement pour le transport de marchandises.
En 1959, on a construit le contournement du village Niezdów sur la ligne de sucrerie de Opole à Piotrawin à cause du danger de l’incendie, provoqué par les locomotives à vapeur. À peu près la décennie plus tard, la sucrerie a supprimé son réseau ferroviaire : en 1968, on a démonté la ligne à Piotrawin et en 1970, on a supprimé la ligne à Świdno. Jusqu’à la fin de l’activité de la sucrerie, seulement l’embranchement avec les rails sont restés intacts. En même temps, on a démonté les rails à Kępa Potocka ; premièrement, on a démantelé le fragment de Brzozowa à Kępa Chotecka et ensuite le reste.
Cependant, PKP toujours modernisait son réseau ; en 1968, on a introduit les locomotives diesels roumaines Lxd2, ce qui a mis la fin à la traction à vapeur – la dernière locomotive à vapeur (Px48) a été retirée en 1980. On a aussi introduit les convoyeurs pour transporter les wagons à voie normale et les rails plus lourds, adaptés au matériel roulant nouveau. En 1998, on a introduit les nouveaux wagons de passagers (Bxhpi) de la production roumaine.
En 1990, l’établissement employait 253 personnes. Après 1989, la demande en matière du transport de passagers et de marchandises ont commencé à baisser fortement. En 1991, les trains de passagers ont cessé de circuler vers le village Poniatowa et quatre ans plus tard, on a supprimé la dernière ligne ferroviaire permanente à Opole. En revanche, on a introduit les trains touristiques spéciaux. En 1994, on a transporté 3 400 personnes en 35 trains touristiques, et en 1998, il y avait 17 063 personnes en 187 trains[réf. nécessaire]. On a aussi transporté 15 000 tonnes de marchandises, surtout du charbon fin en 1998[réf. nécessaire]. Cependant, le chemin de fer était toujours déficitaire et le PKP a décidé d’arrêter le trafic à la fin de 2001. En plus, en 1999, un camion a endommagé le viaduc à Rogalów.

### Histoire la plus récente – le chemin de fer touristique
Le PKP a transféré la propriété de tous les chemins de fer à l’administration du district d’Opole Lubelskie. On a donné les rails et le matériel roulant ferroviaire en 2002. Les terrains et les bâtiments ont été transférés en 2008. Les autorités du district ont choisi le nouvel opérateur – l’Association du Transport Ferroviaire Local qui a géré le transport entre 2003 et 2008. Le train touristique « Nadwiślanin » circulait régulièrement : certains dimanches d’avril à octobre sur la ligne de Nałęczów Wąskotorowy à Karczmiska Polana (avec un feu de camp organisé à la clairière). En plus, une fois par an, en septembre, « le train de pèlerinage » circulait sur la ligne Opole Wąskotorowe – Wąwolnica – Nałęczów Wąskotorowy – Wąwolnica (en 2008, on a raccourci les lignes à Wąwolnica à cause du dommage du viaduc). On a aussi réalisé les trajets spéciaux à la demande sur certains tronçons du chemin de fer. On envisageait aussi de faire la reprise des passages des trains de marchandises, mais en pratique, le seul trajet de ce type a été organisé en 2003. À la fin de 2008, l’Association du Transport Ferroviaire Local a renoncé à la gestion du chemin de fer à cause de non rentabilité. L’Administration des voies du district d’Opole Lubelskie est devenue gestionnaire nouveau et en été 2011, le chemin de fer a repris son activité sous le nom « Le chemin de fer à voie étroite de la Vistule ». En 2012, le chemin de fer a transporté plus de 13 000 personnes. En 2013, durant le saison (de mai à septembre), le chemin de fer fonctionnait à la demande sur les lignes de Karczmiska à Polanówka, de Karczmiska à Opole Lubelskie et de Karczmiska à Poniatowa[réf. nécessaire]. Après la reconstruction du viaduc endommagé de Rogalów et la rénovation du tronçon de Nałęczów à Karczmiska, on envisage de rétablir le trafic. On a planifié de le faire entre 2017 et 2019, mais les travaux d’un montant de presque 8,5 million de zlotys (y compris 5,4 millions de fonds de l’UE) ont été décalés à des années 2018-2020. L’étendue des travaux couvre l’échange de 10 mille traverses, la rénovation de trois ponts, d’un viaduc, de 39 ponceaux et de 21 passages à niveau. On va créer les nouveaux quais (entre autres à Kębło, près du sanctuaire marial, à Opole Lubelskie, à Niezabitów, à Wąwolnica et à Nałęczów), les traversées et les parkings. Au futur, on revitalisera aussi le segment de Karczmiska à Wilków (avec la reconstruction des rails à la rive de la Vistule), cependant les délais ne sont pas fixés.
En 2018, le chemin de fer a transporté 19 800 personnes en exploitant les rails de 20 km.

## Tronçons du chemin de fer à voie étroite de Nałęczów, existant aujourd’hui
- Nałęczów Wąskotorowy (connecté avec la voie normale) – Wąwolnica – Niezabitów – Obliźniak (la halte ferroviaire) – Wymysłów – Karczmiska Pierwsze
- Karczmiska Pierwsze – Głusko (la halte ferroviaire) – Leszczyniec – Rozalin
- Rozalin – Opole Wąskotorowe
  - l’embranchement d’Opole Wąskotorowe – les entrepôts de tabac à Opole Lubelskie (fermé aujourd’hui)
  - l’embranchement d’Opole Wąskotorowe – la sucrerie Opole (on a liquidé la plupart de rails sur le terrain de la sucrerie)
- Rozalin – Poniatowa
  - L’embranchement menant à l’ancienne coopérative communale à Poniatowa (fermé aujourd’hui)
  - L’embranchement menant aux anciennes usines Eda de Poniatowa (on a supprimé la plupart de rails sur le terrain des usines)
- Karczmiska Pierwsze – Karczmiska Polana – Polanówka – Żmijowiska – Urządków – Wilków Wąskotorowy (aujourd’hui seulement une partie de cette ligne est accessible à cause du vol des rails entre Polanówka et Żmijowiska en 2004)

La dénomination des stations, basée sur les derniers horaires de PKP :
- Karczmiska Polana – l’arrêt dans le trajet touristique, installé après la liquidation du trafic de passagers
- Leszczyniec – la station ne figure que dans les horaires les plus vieux (jusqu’en 1924)
- Nałęczów Wąskotorowy – à l’origine nommée Wąwolnica H.B., ensuite Wąwolnica Dworzec et Wąwolnica Wąska, le nom actuel a été introduit en 1925. La station de chemin de fer à voie étroite et l’une de chemin de fer à voie normale se sont situées dans le village Drzewce-Kolonia
- Wąwolnica - à l’origine nommée Wąwolnica Std. (en 1918), ensuite Wąwolnica Miasto, le nom actuel a été introduit en 1925
- Wilków Wąskotorowy – la station se trouve dans le village Wilków-Kolonia
- Żmijowiska – à l’origine nommée Szczekarków (selon le registre de 1926), la station est située dans le village Szczekarków-Kolonia

## Tronçons supprimés
- Le chemin de fer hippomobile privé de Niezabitów à Łubki (un court embranchement de la station Niezabitów à l’autre côté de la voie existait plus tard dans cet endroit)
- L’embranchement sur la ligne Rozalin – Opole Wąskotorowe, dans le village Ruda Opolska
- L’embranchement sur la station Opole Wąskotorowe – la coopérative communale à Opole Lubelskie
- L’ancienne coopérative communale à Poniatowa – le centre de Poniatowa
- L’embranchement sur la ligne Karczmiska – Polanówka à la gravière près du village Karczmiska Pierwsze
- L’embranchement sur la ligne Żmijowiska – la briqueterie à Szczekarków-Kolonia
- Żmijowiska – l’établissement de transformation des fruits et des légumes (l’ancienne sucrerie) Zagłoba – la métairie Brzozowa (aujourd’hui le village Kolonia-Brzozowa) – Kępa Chotecka (la rive de la Vistule)
- L’embranchement dans le village Zagłoba
- Wilków Wąskotorowy – la rive de la Vistule, près du village Machów-Czupel

Attention : Zagłoba figure dans le registre de stations, de haltes et de cales de PKP de 1926 sous le nom de Rybaki.

### Chemins de la sucrerie Opole (supprimés), connectés avec le chemin de fer à voie étroite par le terrain de la sucrerie
- La sucrerie Opole- Świdno
  - l’embranchement à la coopérative laitière du district d’Opole Lubelskie
  - l’embranchement entre les villages Skoków et Puszno Skokowskie
  - l’embranchement dans le village Puszno Skokowskie
- La sucrerie Opole – Niezdów – Łaziska – Janiszów – Piotrawin (la rive de la Vistule)
  - le contournement du village Niezdów
  - Łaziska – la métairie Łaziska Średnie
  - l’embranchement dans le village Łaziska
  - Janiszów – Głodno

## Chemins de fer à voie étroite supprimés aux environs de Nałęczów
- Le chemin de fer industriel Bełżyce - l’écartement des rails probablement est de 750 mm. Il a été construit entre 1940 et 1941. On a envisagé de le connecter avec NKD, après la guerre (1944-1945) il a été démonté par les habitants de la région
- Le chemin de fer de la sucrerie Garbów – au nord de la station Nałęczów il y a un réseau du chemin de fer à voie étroite de 750 mm, appartenant à la sucrerie Garbów, connecté avec le chemin de fer à voie normale. Pourtant, ce chemin de fer n’a pas été directement connecté avec le NKD. L’échange du matériel roulant entre les deux chemins à voie étroite a été réalisé avec les plateformes faites des travées mobiles posées en travers de la ligne à voie normale.
- Le chemin de fer de la sucrerie Lublin – il a été situé à l’est de Nałęczów, L’un de chemins à voie étroite de la sucrerie Lublin, exploité plus tard par la sucrerie Garbów, a été situé près de la station Sadurki.
- Le chemin de fer de la briqueterie Łopatki - l’écartement des rails probablement est de 600 mm. Au début, il a mené de la briqueterie à la cale dans la station Łopatki (la voie normale). Ensuite, il a été transféré et il menait de la briqueterie à la fosse d’extraction d’argile. Le chemin a été supprimé dans les années 1990.

## Matériel roulant
Aujourd’hui :
- Les locomotives à combustion interne Lxd2-283 et 297 (fonctionnant), Lxd2-348 (mise à côté)
- Les wagons de passagers A20D-P de la série Bxhpi de la production de l’entreprise FAUR[5]
- Les wagons de passagers d’été (la série BTxhi)[5]
- CWO Lyd2-02 (inactive)